# H. A. DeRosso
H. A. DeRosso, egentligen Henry Andrew DeRosso, född den 15 juli 1917 i Carey, Wisconsin, död 14 oktober 1960, var en amerikansk författare som främst skrev westernromaner, men även science fiction.

## Biografi
H. A. DeRossos föräldrar, Bartolo DeRosso och Giustinia Piazza, var italienska immigranter och fadern kom till USA 1902. H. A. DeRosso erhöll en examen från Hurley High School 1935. 1937-1939 studerade han vid Gogebic Junior College, där han var redaktör för den månatliga college-tidningen The Jaysee Journal. Studierna fortsatte vid University of Wisconsin, Madison, 1940. Efter att ha skrivit närmare 80 berättelser som refuserats, sålde DeRosso i juli 1941 berättelsen Six gun saddlemates till Street and Smith’s Western Story Magazine.
Efter att ha tjänstgjort i andra värlskriget tycks DeRosso en kort tid ha ägnat sig åt annat än författare, men efter en resa västerut med sina föräldrar 1946 tycks skrivandet ha ökat. 1951 fick han sin första bok, Tracks in the sand, publicerad och 1953 publicerades andra boken, .44.
DeRosso skrev även avsnitt för TV-serier som Alfred Hitchcock presenterar och The Restless Gun.
1960 hittades DeRosso död av ett tidningsbud. En 44-kalibrig pistol låg nära kroppen, vilket kunde tyda på att DeRosso begått självmord, men undersökningsdomaren bedömde att DeRosso halkat på en matta och att vapnet avfyrats av misstag.